# Oudheidkundig Museum (Gent)
Het Oudheidkundig Museum is een voormalig museum in de stad Gent.
Het Oudheidkundig Museum spitste zich toe op de geschiedenis van Gent aan de hand van een uitgebreide collectie historische objecten. Het museum werd opgericht in 1833 en verhuisde enkele malen tot het in 1928 onderdak vond in de Bijlokeabdij. Sindsdien werd het museum ook het Bijlokemuseum genoemd. Het museum sloot de deuren in 2005. In oktober 2010 opende op dezelfde plaats het Stadsmuseum Gent (STAM).

## Ontstaan en ontwikkeling

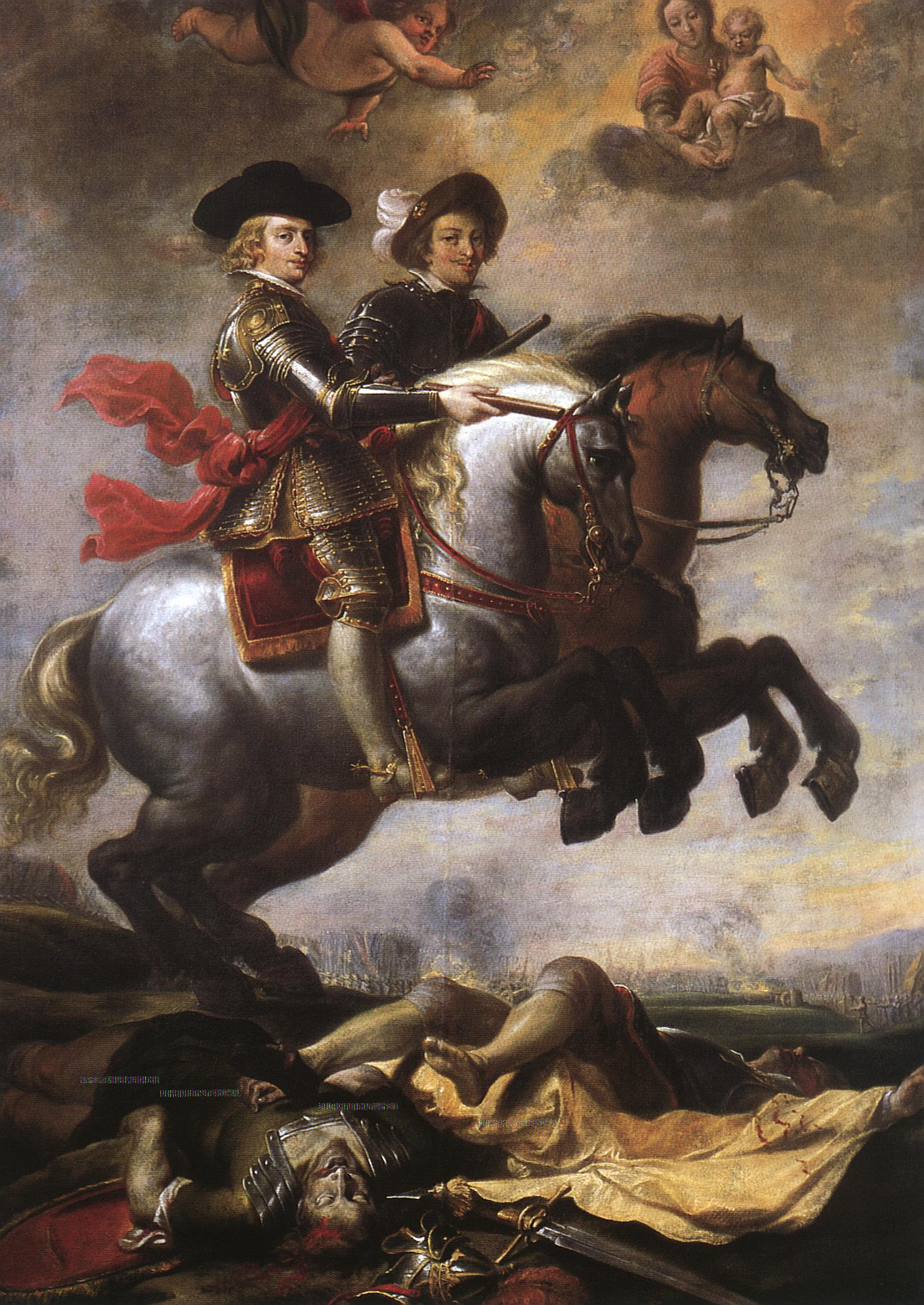
Schilderij van Cornelis Schut

Dit museum gaat terug tot het jaar 1833, toen het 'Musée historique belge' werd gesticht. De leden van de Stedelijke Commissie voor Monumenten en Stadsgezichten gaven de aanzet voor de oprichting en schonken de eerste collectiestukken. De idee achter het museum paste in de romantisch-patriottische opvatting die in deze periode gangbaar was. De focus van het museum lag vooral op lokale en nationale geschiedenis.
De collectie werd vooral aangevuld door schenkingen van verschillende particulieren, maar ook de stad deed een aanzienlijke bijdrage. In 1848 schonk het stadsbestuur verschillende objecten uit het stedelijk patrimonium. In 1884 stelde men met Hermann Van Duyse een eerste conservator aan en werd het museum een stedelijke instelling. Gedurende de 19e eeuw bouwde men de collectie verder uit. Op kunstveilingen kon men verschillende unieke stukken verwerven die verband houden met Gentse ambachten en het dagelijks leven.
Bij de ontwikkeling van de collectie heeft men steeds bijzondere aandacht gehad voor objecten die verband houden met de stad Gent en haar geschiedenis. Naarmate de verzameling groeide verkreeg ze een zekere reputatie die nog meer mensen en verenigingen aanzette om schenkingen te doen.

## Locatie
Het Oudheidkundig Museum verhuisde sinds de oprichting verschillende keren. De eerste verblijfplaats was het vroegere klooster van de jezuïeten in de Volderstraat, dat toen al in gebruik was door de in 1817 opgerichte Universiteit Gent. Daarna kon men terecht in het stadhuis (1838), de kerk van de Baudelo-abdij aan de Ottogracht (1874) en de kerk van de geschoeide Karmelieten in de Langesteenstraat (1884). Uiteindelijk werd de verzameling in 1928 in de Bijlokeabdij ondergebracht. Sindsdien noemde men de verzameling 'de Bijlokecollectie'.

## Collectie
De collectie wil het leven in de stad Gent tussen de 12de en de 18de eeuw oproepen. Ze verwijst naar de bewaarde gebouwen en historische gebeurtenissen in de stad en tonen de werking van bepaalde sociale en economische instellingen. De Bijlokecollectie is een gevarieerde collectie die rond de 17.000 voorwerpen omvat. Dit zijn de belangrijkste onderdelen van de collectie:
- archeologische voorwerpen: objecten uit de prehistorische, de Gallo-Romeinse, de Merovingische en de middeleeuwse periodes. Deze zijn afkomstig van verschillende plaatsen, zowel Gent als elders.
- plastische kunsten (12de tot 19de eeuw): beeldhouwwerken, schilderijen, tekeningen, aquarellen en grafiek, die handelen over Gent. Concreet gaat het om stadsgezichten, historische feiten en personages, plannen van gebouwen, decoratie van (verdwenen) Gentse woonhuizen en historische gebouwen, taferelen uit het verenigingsleven … .
- toegepaste kunsten (10de tot 19de eeuw): sier- en gebruiksvoorwerpen in keramiek, glas, metaal, kostuums en textiel, meubels, muziekinstrumenten, munten en penningen, objecten van de vrijmetselarij, wandtapijten en wapens. Deze objecten zijn steeds verbonden met het leven binnen de stad.
- historische interieurs